# جوان روز
جوان روز (بالإنجليزية: Joan Rose)‏ هي أحيائية وعالمة أحياء دقيقة أمريكية، ولدت في 5 مارس 1954.

## وصلات خارجية
- الموقع الرسمي